# Formica aquilonia
Formica aquilonia é uma espécie de formiga do gênero Formica, pertencente à subfamília Formicinae. São amplamente distribuídas na Europa e  na Ásia.